# Kościół św. Marii Magdaleny w Konkolnikach
Kościół św. Marii Magdaleny – zabytkowy, barokowy rzymskokatolicki kościół z XVIII w., znajdujący się w Konkolnikach, w rejonie halickim obwodu iwnofrankiwskiego na Ukrainie, obecnie w stanie ruiny.

## Historia

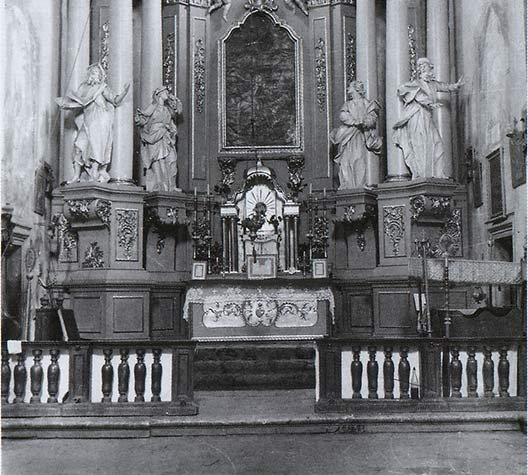
Ołtarz główny kościoła w okresie międzywojennym

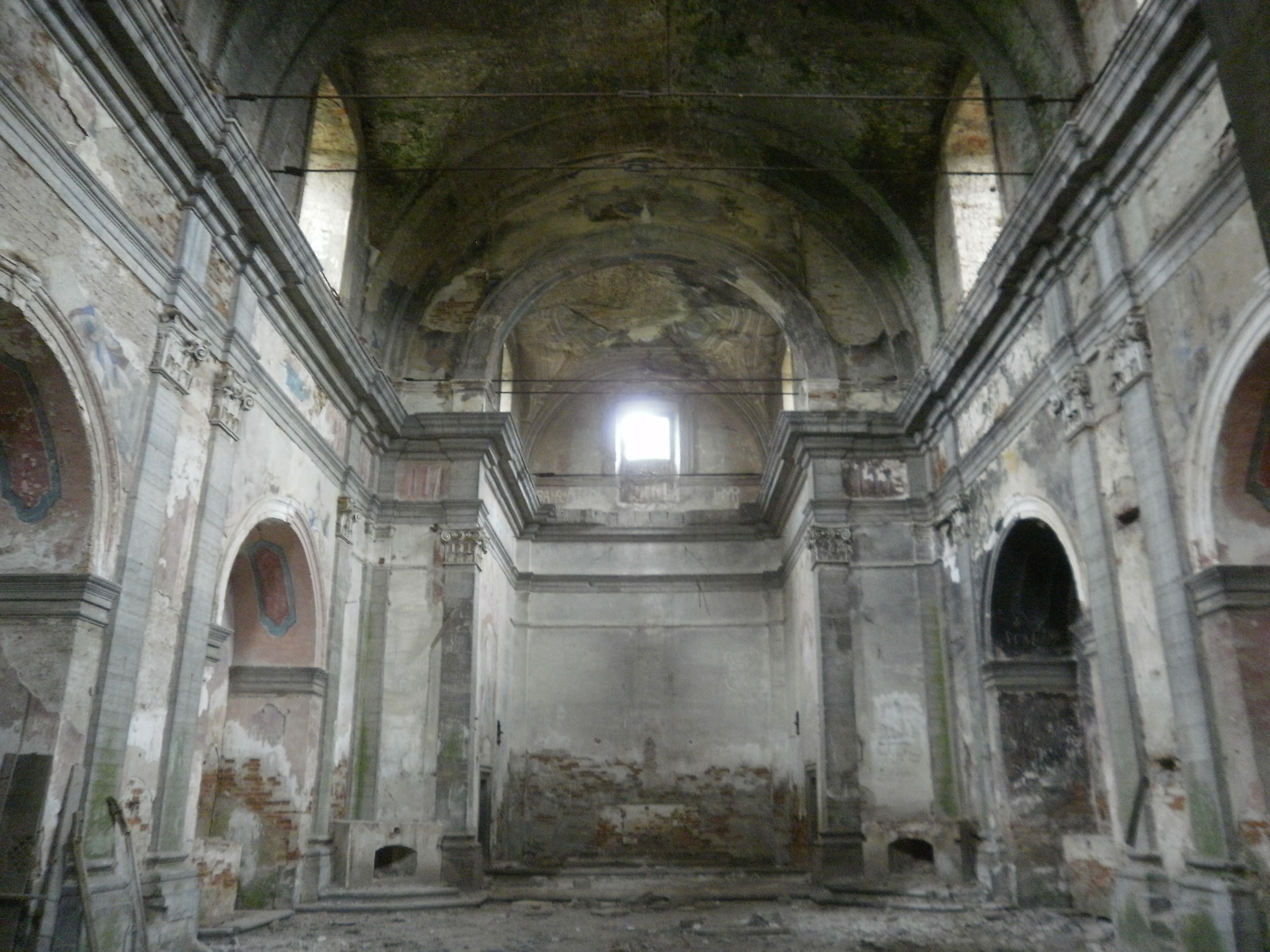
Wnętrze kościoła obecnie. Zwracają uwagę stosunkowo dobrze zachowane freski pod łukami i dobry stan gzymsów

W 1368 r. palatyn Władysław Opolczyk nadał ziemię w Konkolnikach w posiadanie wieczyste biskupom archidiecezji lwowskiej. W okolicach tych pomieszkiwał arcybiskup Bernard, a rządcą miejscowych ziem przez 18 lat był franciszkanin, bł. Jakub Strzemię. Ze względu na oddalenie Konkolników od dużych miast i szlaków handlowych oraz atrakcyjne warunki naturalne i krajobrazowe miejsce to zostało wybrane na letnią rezydencję arcybiskupa lwowskiego już w XV w. Rzymskokatolicka parafia w Konkolnikach powstała w 1421 r. dekretem abp. Jana Rzeszowskiego, a w 1430 r. król Władysław Jagiełło nadał Konkolnikom prawo magdeburskie. W tym samym czasie powstał pierwszy, drewniany kościół w Konkolnikach oraz zamek, którego właścicielem był m.in. Grzegorz z Sanoka.
W 1632 r. na wieś napadli Tatarzy i zniszczyli wszystkie zabudowania, wraz z zamkiem i kościołem. W 1676 r. została zburzona druga świątynia, a na jej miejscu postawiono początkowo jedynie małą kaplicę. W 1727 r. arcybiskup lwowski Jan Skarbek zdecydował o przeniesieniu ocalonego z zamku obrazu przedstawiającego ukrzyżowanie Jezusa Chrystusa i uznawanego za cudowny, do kaplicy. Datę tę uważa się za symboliczny początek budowy kościoła św. Marii Magdaleny. Ze źródeł wiadomo, że budowa była finansowana przez samego arcybiskupa, natomiast nie jest jasne, kiedy się zakończyła; na pewno zaś nie przed 1741 r. Możliwe, że architektem kościoła był Piotr Polejowski.
W 1767 r. przy świątyni została wzniesiona murowana dzwonnica. Kościół św. Marii Magdaleny został konsekrowany w 1782 r. W XIX w. świątynia była kilka razy remontowana; największe prace trwały pomiędzy 1870 a 1882 rokiem, kiedy polski architekt Jan Sanoka zrekonstruował wieżę kościoła oraz zainstalował nowe organy. Z zachowanych relacji wiadomo, że ich grę słychać było w odległych o 8 km od Konkolnik Bołszowcach.
Podczas I wojny światowej kościół został poważnie uszkodzony i przeszedł generalny remont w latach 1924–1931. W latach 20. przy kościele powstał klasztor zgromadzenia sióstr miłosierdzia zamieszkany przez siedem zakonnic.
Po zakończeniu II wojny światowej polska ludność została wysiedlona z rejonu Konkolnik, a władze sowieckie zamknęły parafię. Od lat 50. kościół służył za magazyn materiałów chemicznych, w wyniku czego budowla popadła w ruinę. Od 1991 r. stoi opuszczona.